# Natriemia
Per natriemia, o sodiemia, si intende il livello di concentrazione del sodio nel sangue, in particolare nel plasma.

## Etimologia
La parola deriva dal latino natrium, «sodio».

## Importanza biologica
Il sodio è il principale catione presente nel fluido extracellulare (EFC) che, insieme ai relativi anioni, costituisce il 90% dell'osmolalità del fluido stesso. La concentrazione di sodio nel fluido extracellulare è pari a circa 144 mOsm/L, mentre all'interno delle cellule (IFC) la sua concentrazione si aggira intorno a 10 mOsm/L. I valori considerati normali sono pari a 132 - 143 mmol/L, sia per la donna che per l'uomo.
Poiché la membrana cellulare ha una bassa permeabilità ai soluti e il mantenimento dei livelli di acqua e sodio è essenziale per il corretto funzionamento cellulare, è fondamentale mantenere l'equilibrio degli elettroliti, regolazione idrominerale, tra il fluido extracellulare e quello intracellulare.

## Regolazione
L'equilibrio del sodio è dato dalla differenza tra la quantità di sodio assorbita dall'intestino e quella escreta attraverso l'urina, le feci e la pelle.
La necessità di mantenere un equilibrio appropriato di sodio ha portato gli organismi viventi a sviluppare meccanismi che identificano la presenza di sodio nell'istante in cui entra nel corpo. Il primo livello di rilevamento si trova nella cavità orale, da cui accede al sistema digestivo e viene assorbito nel sangue. Vari studi hanno dimostrato che anche i livelli più caudali del sistema digestivo sono predisposti per il rilevamento del sodio, segnali sensoriali viscerali.
La ricerca e il consumo di acqua e cloruro di sodio dipendono da circuiti neuroanatomici che non sono completamente chiari. Questi includono numerose strutture interconnesse ampiamente distribuite nel sistema nervoso centrale (SNC), in particolare nell'ipotalamo (HT) e nel tronco encefalico. Le informazioni provenienti dal sangue e dal liquido cerebrospinale (CSF) vengono elaborate dagli organi circumventricolari (CVOs), come l'organo subfornicale (SFO), situato nella linea mediana del terzo ventricolo (IIIV), e l'area postrema (AP), situata nella linea mediana del quarto ventricolo (IVV). Le informazioni provenienti dal nervo facciale, che origina nella cavità orale, vengono elaborate dal nucleo rostrale del tratto solitario (rNST), mentre le informazioni provenienti dal nervo vago, che origina nel sistema digestivo, vengono elaborate dal nucleo del tratto solitario caudale (cNST).
Tre meccanismi biologici possono alterare l'equilibrio del sodio e l'omeostasi idrominerale:
1. l'assunzione di NaCl
2. perdita di liquido intravascolare, ipovolemia
3. l'escrezione renale, natriuresi

L'assunzione di NaCl, che si accumula nello spazio extracellulare, porta allo spostamento di acqua dalla cellula allo spazio extracellulare e provoca disidratazione cellulare. In questa situazione, l'appetito per il sodio è inibito e la sua escrezione aumenta, mentre l'assunzione di acqua è incrementata e l'escrezione di liquidi è ridotta (antidiuresi). Al contrario, una riduzione dell'osmolarità/natriemia del liquido extracellulare porta all'inibizione dell'assunzione di acqua e alla promozione della diuresi, aumentando l'appetito per il sodio e sopprimendo la natriuresi.
La diarrea, il vomito, le emorragie, la sudorazione, le malattie renali e i disturbi cardiovascolari sono talvolta accompagnati dalla perdita di liquido intravascolare. L'ipovolemia attiva reazioni comportamentali e fisiologiche compensatorie per conservare sodio e liquidi corporei. Queste includono sete e appetito per il sodio, in particolare per bevande isotoniche contenenti la stessa concentrazione di cloruro di sodio del liquido intravascolare (0,15 M), nonché risposte antidiuretiche e antinatriuretiche per trattenere acqua e sodio. Al contrario, l'ipervolemia dell'ECF riduce l'assunzione di acqua e sodio e aumenta la diuresi e la natriuresi.

## Disordini associati
I disordini del sodio sono comuni tra i pazienti ospedalieri e gli anziani. Lievi disturbi legati ai livelli di sodio nel sangue possono risultare asintomatici e risolversi da soli, mentre disturbi gravi sono associati ad elevati livelli di morbidità e mortalità. Si distinguono due macro cetgorie:
- iponatremia
- ipernatremia

### Iponatremia
I sintomi dell'iponatremia sono correlati sia alla gravità che alla rapidità della diminuzione della concentrazione di sodio nel plasma che crea un gradiente osmotico tra il liquido extracellulare e intracellulare nelle cellule cerebrali, causando il movimento dell'acqua nelle cellule, un aumento del volume intracellulare e portando a edema tissutale, pressione intracranica elevata e sintomi neurologici.
I fattori diagnostici chiave sono:
1. lo stato di idratazione del paziente
2. la concentrazione di sodio nelle urine

Il sodio urinario è altrettanto utile nei pazienti per i quali è difficile valutare lo stato volumetrico, poiché i pazienti con iponatremia diluzionale, in generale, presentano un sodio urinario > 30 mmol/l, mentre quelli con deplezione del fluido extracellulare, a meno che l'origine non sia renale, hanno un sodio urinario < 30 mmol/l. L'osmolalità plasmatica è quasi sempre bassa nell'iponatremia e le urine sono meno diluite del massimo, pertanto, sebbene di solito vengano misurate, le osmolalità plasmatiche e urinarie raramente sono determinanti.
L'iponatremia è documentabile nel 15-20% dei ricoveri ospedalieri in regime di urgenza, e viene riscontrata fino al 20% dei pazienti critici. L’iponatremia si caratterizza per un ampio spettro di sintomi clinici, da subdoli a gravi, fino a configurare situazioni di pericolo di vita, e si associa ad aumento della mortalità, morbilità e durata di degenza ospedaliera in una ampia varietà di condizioni cliniche.

### Ipernatremia
L'ipernatriemia è molto meno comune rispetto all'iponatriemia. Rappresenta una perdita netta di acqua o un guadagno ipertonico di sodio, con inevitabile iperosmolarità. I sintomi gravi si manifestano di solito solo in caso di aumenti acuti e significativi delle concentrazioni di sodio plasmatico a oltre 158-160 mmol/l.
È importante notare che la sensazione di intensa sete, che protegge contro una grave ipernatriemia in condizioni normali, potrebbe essere assente o ridotta nei pazienti con stato mentale alterato o con lesioni ipotalamiche che influenzano il senso della sete (adipsia), nonché nei neonati e negli anziani. I sintomi aspecifici, come anoressia, debolezza muscolare, irrequietezza, nausea e vomito, tendono a manifestarsi inizialmente. Segni più gravi seguono, con stato mentale alterato, letargia, irritabilità, stupore o coma.
Il restringimento acuto del cervello può causare la rottura dei vasi sanguigni, con sanguinamento cerebrale ed emorragia subaracnoidea.